# Národní řád za zásluhy (Ekvádor)
Národní řád za zásluhy (španělsky: Orden Nacional al Mérito) je druhé nejvyšší státní vyznamenání Ekvádorské republiky založené v roce 1929. Udílen je za vynikající civilní či vojenské služby národu a to občanům Ekvádoru či cizím státním příslušníkům. Velmistrem řádu je prezident Ekvádoru.

## Historie
Národní řád za zásluhy vznikl úpravou statutu Medaile za zásluhy, která byla založena dne 8. října 1921. K úpravě došlo dne 2. prosince 1929 z rozhodnutí prezidenta republiky Isidra Ayoriho. Znovu byl upraven Dekretem č. 37 ze dne 28. června 1937 a Dekretem č. 3109 ze dne 26. září 2002.

## Pravidla udílení
Udílen je občanům Ekvádoru i cizím státním příslušníkům za vynikající vojenské či civilní služby národu. Řád udílí prezident republiky dle svého uvážení nebo na radu ministrů.

## Insignie
Řádový odznak má tvar stylizované dvanácticípé červeně smaltované hvězdy položené na zeleně smaltovaném vavřínovém věnci. Uprostřed je kulatý zlatý medailon s vyobrazením andského pohoří, nad kterým svítí slunce. Motiv je obklopen nápisem REPUBLICA DEL ECUADOR • AL MERITO.
Řádová hvězda má tvar stříbrného maltézského kříže s kuličkami na konci cípů. Kříž je položen na zlatý vavřínový věnec. Uprostřed je oválný barevně smaltovaný medailon se stejným motivem jako je na medailonu řádového odznaku. Medailon je ohraničen červeně smaltovaným oválným pásem se zlatým nápisem REPUBLICA DEL ECUADOR • AL MERITO.
Odznak řádového řetězu má stejnou podobu jako řádová hvězda, která je ale navíc obklopena zlatým ornamentálním prvkem, pomocí kterého je připevněna k článkům řetězu. Samotný řetěz se skládá z masivních zlatých ozdobných článků.
Stuha ve třídě velikokříže s řetězem je žlutá. U ostatních tříd je stuha žlutá s úzkým modrým pruhem na levém okraji a úzkým červeným pruhem na pravém okraji.

## Třídy
Řád je udílen v šesti řádných třídách:
- řetěz (Collar)
- velkokříž (Gran Cruz) – Řádový odznak se nosí na široké stuze spadající z ramene na protilehlý bok. Řádová hvězda se nosí na levé straně hrudi.
- velkodůstojník (Gran Oficial) – Řádový odznak se nosí na stuze těsně kolem krku. Řádová hvězda se nosí nalevo na hrudi.
- komtur (Comandante)
- důstojník (Oficial) – Řádový odznak se nosí zavěšen na stuze s rozetou na levé straně hrudi.
- rytíř (Caballero) – Řádový odznak se nosí zavěšen na stuze bez rozety na levé straně hrudi.